# Братська могила радянських воїнів. Надмогильна скульптура «Воїн з прапором»
Пам’ятка знаходиться по вул. Прохідна житлового масиву Інгулецького гірничозбагачувального комбінату в Інгулецькому районі м. Кривий Ріг. 

## Передісторія
Пам’ятка пов’язана з подіями Другої світової війни. 22 лютого 1944 р. частини 88-ї гвардійської стрілецької дивізії 8-ї гвардійської армії визволили селище Інгулець. В братській могилі поховані радянські воїни, які загинули під час боїв за вищеназваний населений пункт. Дата створення місця захоронення – квітень 1944 р.  
Згодом до братської могили були перепоховані 6 комуністів рудника «Інгулець», які були розстріляні 13 вересня 1941 р. Надгробок встановлено у 1948 р., пам’ятник – у 1954 р. (архітектори та художники Українського республіканського товариства художників, Харківський художній комбінат). Реконструкція проведена у 1967 р.  
Рішенням Дніпропетровського облвиконкому від 08.08.1970 р. № 618 пам’ятка була взята на державний облік з охоронним номером 1672. 
Відповідно до списку увічнених воїнів, опублікованих на сайті http://www.krivoyrog-poshuk.ho.ua [Архівовано 25 лютого 2020 у Wayback Machine.], станом на 2017 рік відомі дані щодо 189 загиблих воїнів-визволителів Криворіжжя та 6 мирних жителів, похованих у братській могилі житлового масиву Інгулецького ГЗК. Імена похованих встановив О. І. Прокопчук. 
Згідно з даними Інгулецького райвійськкомату за 1992 р., опублікованими на сайті https://www.webcitation.org/67YAQ3miH?url=http://www.obd-memorial.ru/, в братській могилі поховано 184 воїнів-визволителів. Встановлено прізвища 164 загиблих військовослужбовців. 

## Пам’ятка
Братська могила у вигляді прямокутника розмірами 20,4х2,2 м обмеженого бетонним бордюром. На ньому вздовж довгих боків встановлено по 4 меморіальних дошки з прізвищами похованих, які відомі (119 осіб). Дошки займають по довжині 6 м. Меморіальні плити із червоного граніту розмірами 0,9х0,83х0,03 м знаходиться на тумбах висотою 0,4х0,15 м. Дистанція між рядами 0,5 м, інтервал між плитами 0,9 м. 
На ділянці розмірами 37,5х22,0 м встановлено бетонну скульптуру солдата, що стоїть з прапором у правій руці та каскою у лівій. Висота фігури 2,15 м, пофарбована «під бронзу».
Скульптура воїна з прапором знаходиться у напівкруглому портику на підковоподібному постаменті діаметром 3,7 м, шириною 1,0 м, висотою 0,75 м. На ньому через 0,65 м по внутрішній і 0,95 м по зовнішній опорі розташовані 4 цегляні, оштукатурені, квадратні в перетині колонки зі стороною 0,5 м. Колонки підтримують стилізований декоративний портик. Загальна висота конструкції 6,2 м. Перед скульптурою розміщено під кутом плиту з мармурової крихти розмірами 3,9х1,6х0,45-0,25 м. На ній рельєфна зірка із цементу розміром 1,1 м, пофарбована у червоний колір.